# Hyundai Ioniq 9
Hyundai Ioniq 9 je SUV crossover jihokorejské automobilky Hyundai, který byl představen v listopadu 2024 v Los Angeles. Jde o třetí model značky Hyundai ze série Ioniq po modelech Ioniq 5 a Ioniq 6. Jde o největší plně elektrický model vyvinutý automobilkou Hyundai. Prodej vozu začal po světě postupně od roku 2025, například v Severní Americe začal prodej v květnu 2025.

## Galerie

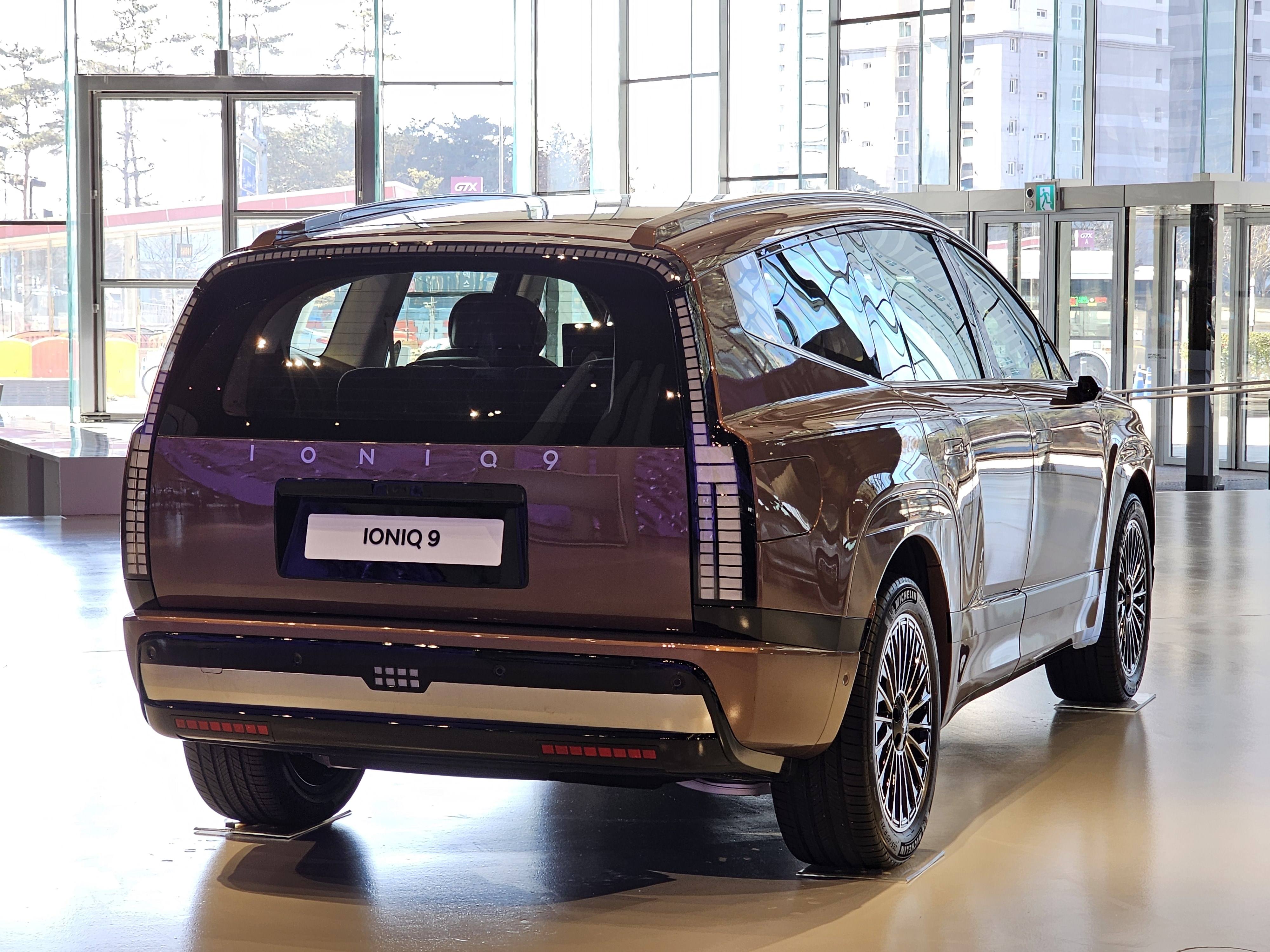
Hnědý IONIQ 9, pohled zezadu
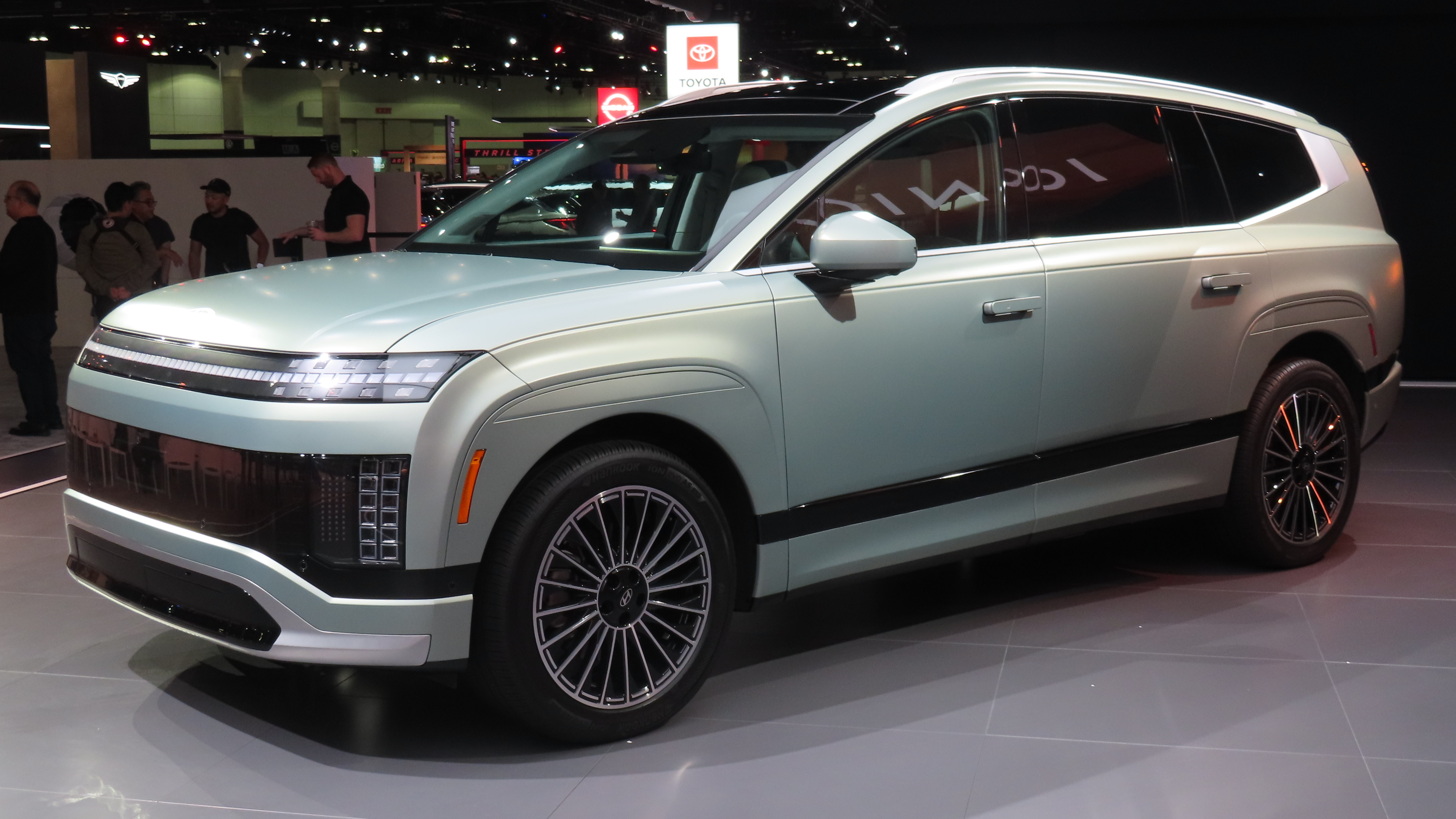
Stříbrný IONIQ 9 v listopadu 2024 v Los Angeles
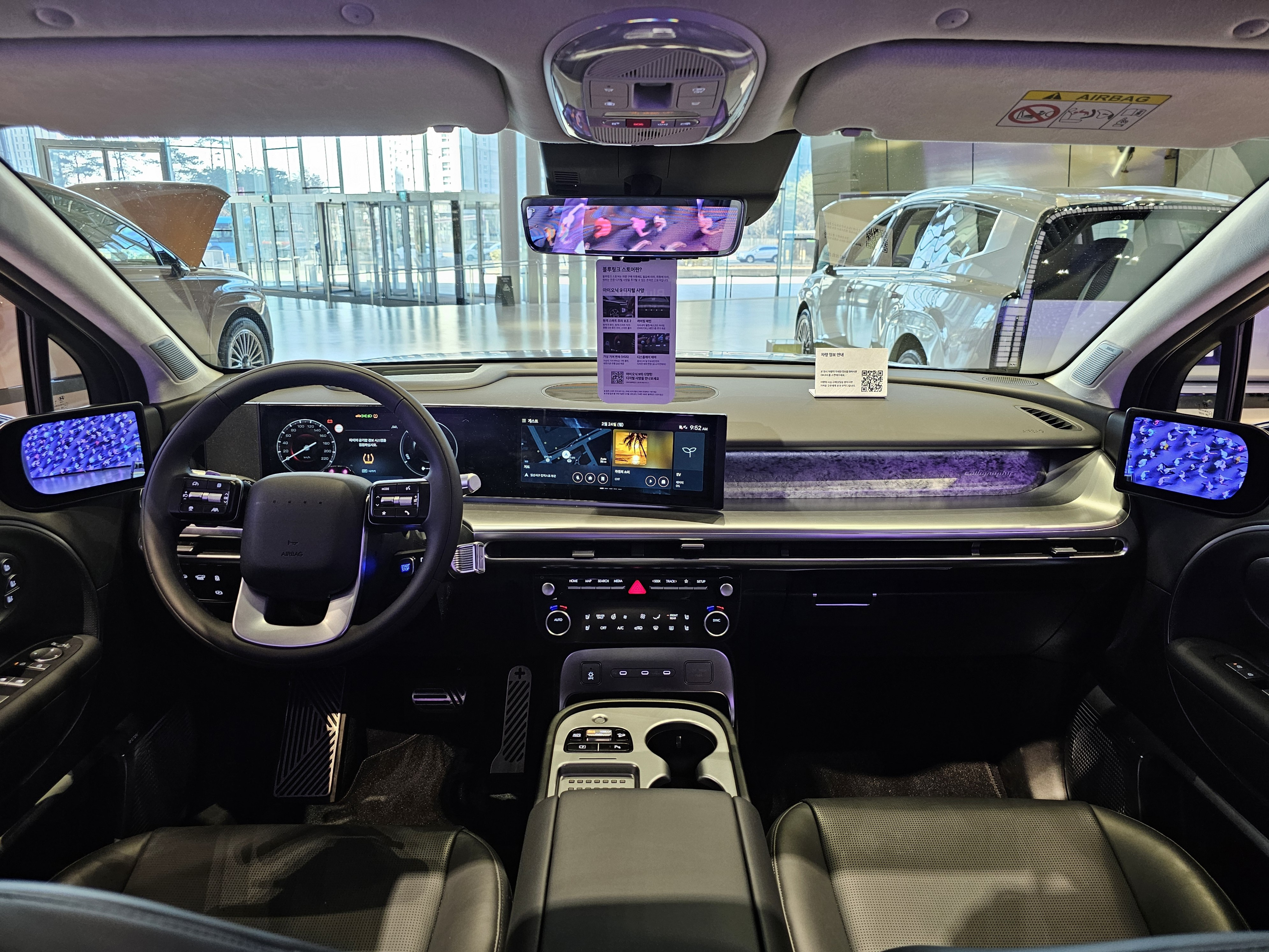
Interiér přední části vozu
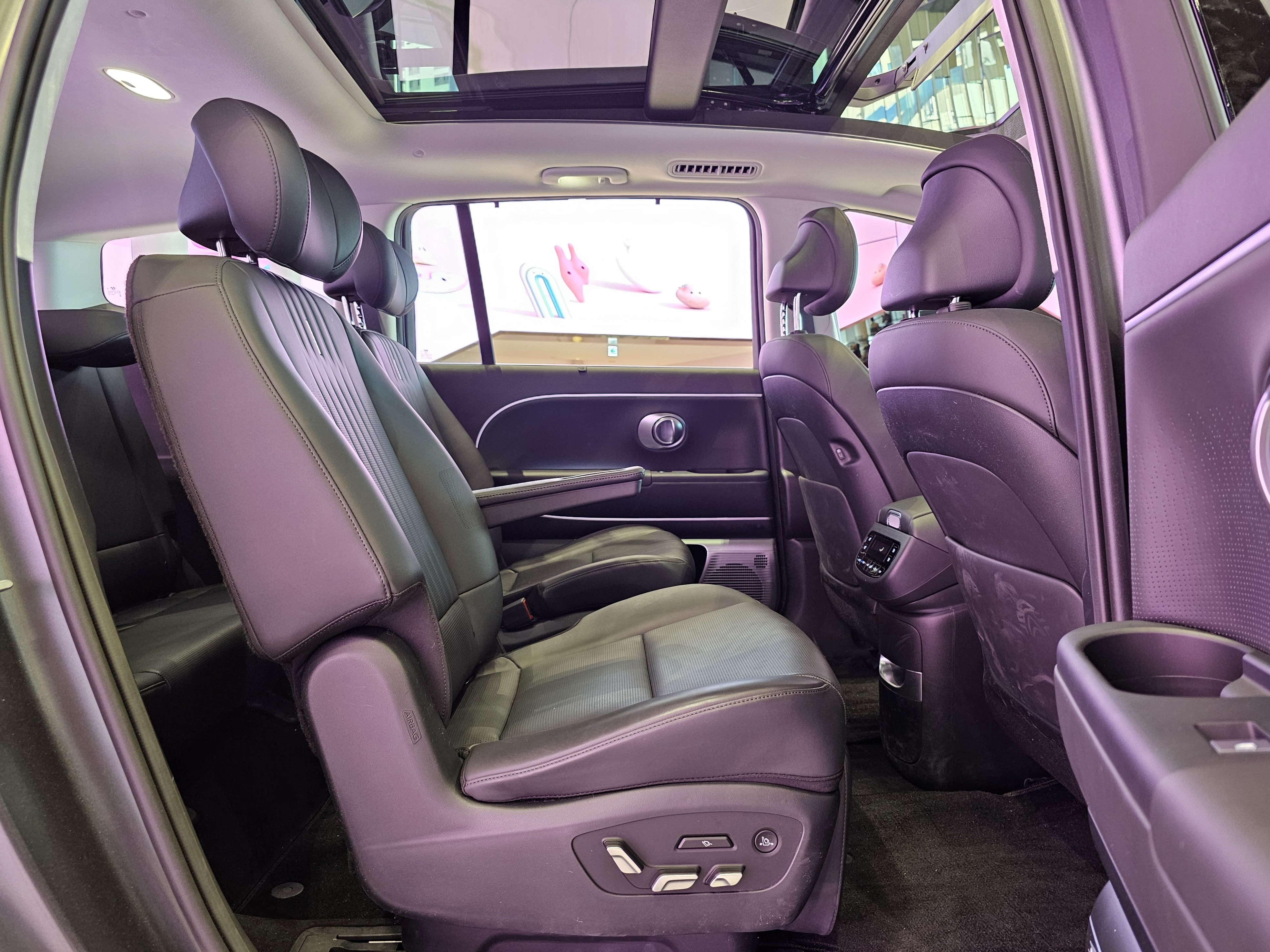
Interiér zadních sedadel
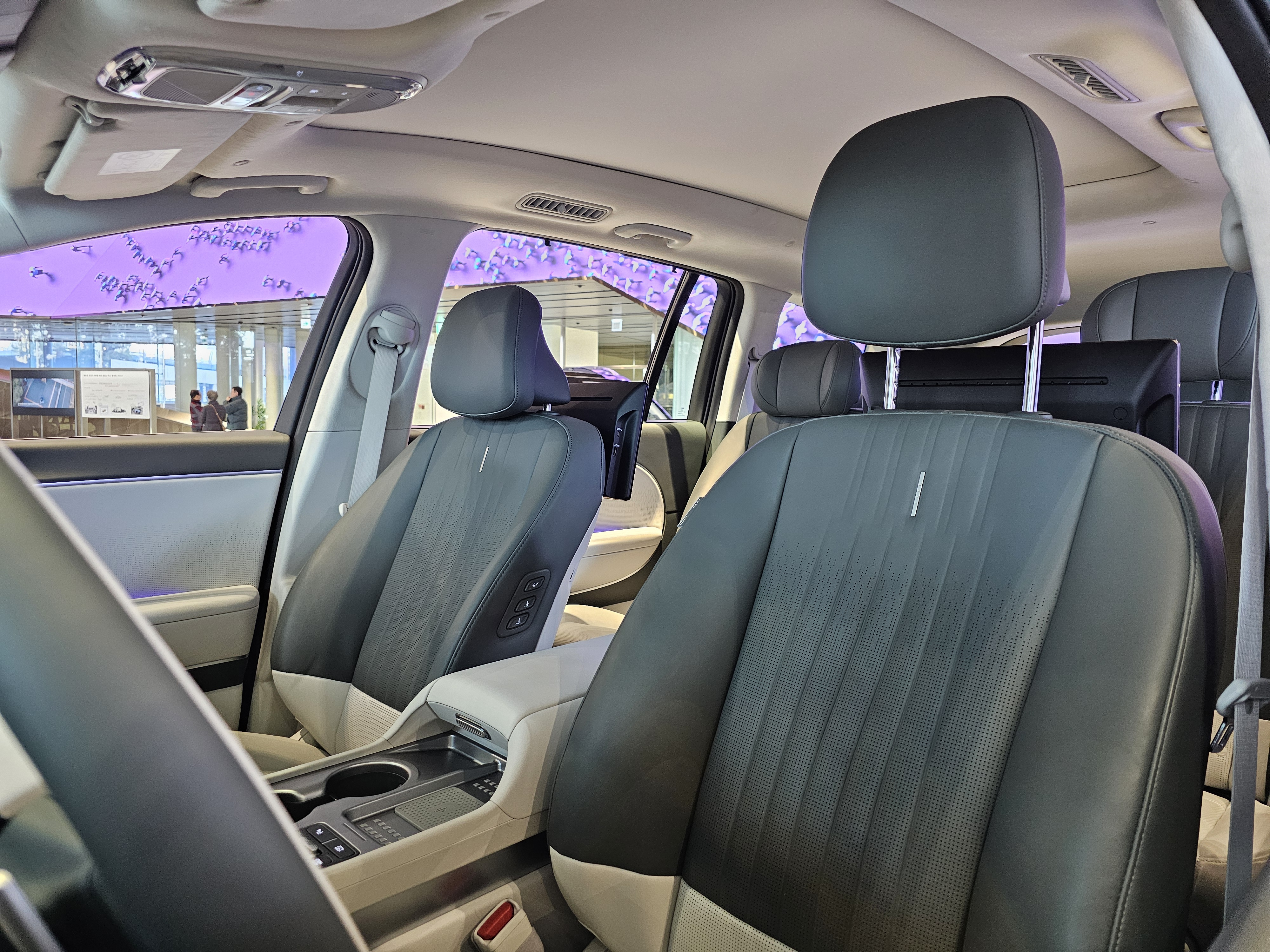
Pohled na interiér vozu směrem od volantu
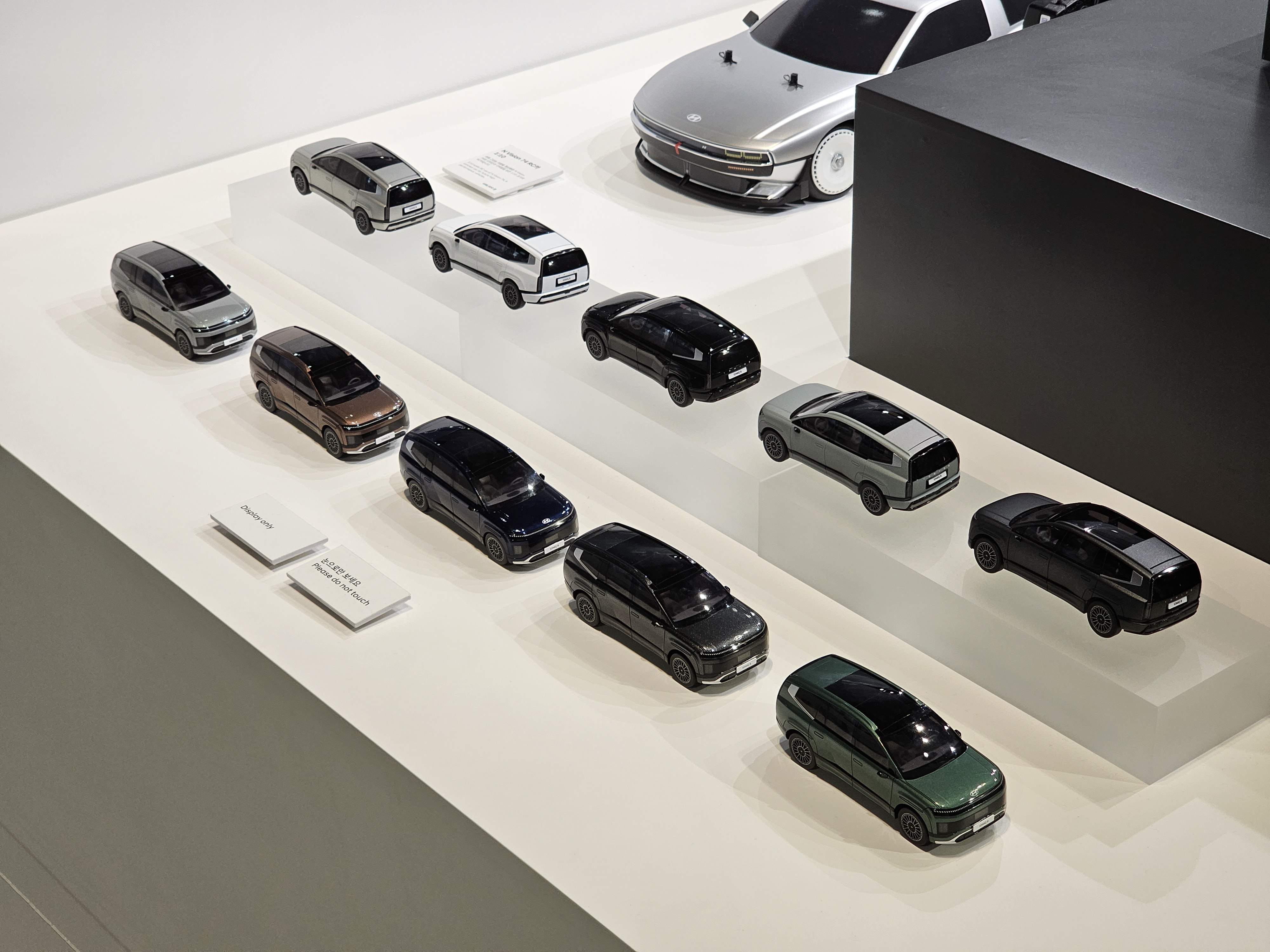
Modely Hyundaie IONIQ 9 na výstavě